# نادي نفطة لكرة القدم
نادي نفطة لكرة القدم (بالإنجليزية: Nefta Football Club)‏ هو فيلم قصير للمخرج الفرنسي إيف بيات أصدر عام 2018 . فاز بالجوائز في العديد من المهرجانات السينمائية بما في ذلك مهرجان كليرمون فيران الدولي للأفلام القصيرة، مهرجان بالم سبرينغز السينمائي الدولي، جائزة أوسكار لجنة التحكيم للكوميديا. 
رشح لجائزة الأوسكار لعام 2020 لأفضل فيلم قصير مباشر في يناير 2020  وجائزة سيزار 2020 لأفضل فيلم قصير.

## الجوائز
منذ إصداره، رشح الفيلم لحوالي 100 جائزة حول العالم وحصل على أكثر من 65 جائزة. 
| سنة  | مقدم / مهرجان                             | الجائزة / الفئة                       | حالة |
| ---- | ----------------------------------------- | ------------------------------------- | ---- |
| 2018 | سينيميد                                   | جائزة الجمهور                         | فوز  |
| 2019 | مهرجان كليرمون فيران الدولي للفيلم القصير | جائزة الجمهور                         | فوز  |
| 2019 | شورت أسبن                                 | جائزة لجنة التحكيم للكوميديا والجمهور | فوز  |
| 2019 | مهرجان كليفلاند السينمائي الدولي          | شرفية                                 | فوز  |
| 2019 | مهرجان فلوريدا السينمائي                  | جائزة الجمهور                         | فوز  |
| 2019 | مهرجان ادنبره السينمائي الدولي            | مسابقة دولية                          | رُشِّح  |
| 2019 | مهرجان هولي شورتس السينمائي               | أفضل فيلم قصير                        | رُشِّح  |
| 2019 | مهرجان ليدز السينمائي الدولي              | مسابقة دولية                          | رُشِّح  |
| 2019 | مهرجان رود ايلاند السينمائي الدولي        | مسابقة دولية                          | رُشِّح  |
| 2020 | الأوسكار 92                               | أفضل فيلم قصير مباشر                  | رُشِّح  |
| 2020 | جوائز سيزار الخامسة والأربعون             | أفضل فيلم قصير                        | رُشِّح  |